# KFC Lommelse SK
Dernière mise à jour : 29 octobre 2014.
Le Koninklijke Football Club Lommelse Sportkring (ou K. FC Lommelse SK) était un club belge de football localisé dans la commune de Lommel, au nord du Limbourg, près de la frontière avec les Pays-Bas.
Fondé en 1932, le club porta le matricule 1986. Ses couleurs étaient Vert et Blanc.
Le K. FC Lommelse SK évolua durant 41 saisons en séries nationales dont 10 en Division 1. Le club participa deux fois à la Coupe Intertoto.

## Le club
Le club fut créé, en 1932, sous le nom de Lommelsche SK, par les anciens joueurs d'un autre club local appelé Lommelsche VV qui arrêtait ses activités.
Arrivé en séries nationales en 1947, le club y resta 8 saisons consécutives. Après deux autres petites périodes intermédiaires, le cercle devenu K. FC Lommelse SK s'installa définitivement en "nationale" à partir de la saison 1978-1979.
Le matricule 1986 gravit petit à petit les quatre échelons nationaux du football belges pour parvenir en Division 1 en 1992. Relégué après 8 saisons consécutives, le club revint parmi l'élite en 2000.
Dans le courant de la saison 2002-2003, après 26 journées de compétition, le club fut contraint de se déclarer en faillite. Tous ses points lui furent retirés. Le K. FC Lommelse SK disparut et son matricule 1986 fut radié.
L'actuel club de K. Lommel United n'a historiquement rien à voir avec l'ancien club de Lommel.

## Repères historiques
- Avant 1932 - existence d'un club appelé LOMMELSCHE VOETBAL VERENINGING (matricule 777) qui arrêta ses activités avant la reprise de la saison 1932-1933.
- Un cercle dénommé FOOTBALL CLUB EXCELSIOR LOMMEL USINES a également existé, il reçut le matricule 840 en 1926 lors de la parution de la toute première liste des numéros matricules. On n'a pas encore retrouvé la date de radiation de ce club, mais en 1941 (le 29 août 1941), un cercle appelé FOOTBALL CLUB EXCELSIOR LOMMEL est réaffilié à l'URBSFA sous la matricule 3149. Il s'agit probablement de la reconstitution du premier. Le 27 juillet 1945, ce club fusionne avec le SPORTKRING STEVENSVENNEN (matricule 3075) pour former VERBROEDERING LOMMEL qui reçoit le matricule 4264. Il existe encore en 2014.
- Du 5 juillet 1939 au 10 août 1946 existe DE GRENSTRAPPERS LOMMEL-COLONIE sous le matricule 2812.

- 1932 - fondation de LOMMELSCHE SPORTKING.
- 1932 - affiliation de LOMMELSCHE SPORTKING à l'URBSFA qui lui attribua le matricule 1986.
- 1947 - LOMMELSCHE SPORTKING (1986) changea son appellation en LOMMELSE SPORTKRING (1986).
- 1947 - LOMMELSE SPORTKRING (1986) accéda aux séries nationales pour la première fois. Ce premier séjour dura 7 saisons.
- 1968 - LOMMELSE SPORTKRING (1986) fut reconnu Société Royale et changea peu après son appellation en KONINKLIJKE FOOTBALL CLUB LOMMELSE SPORTKRING (1986).
- 1991 - KONINKLIJKE FOOTBALL CLUB LOMMELSE SPORTKRING (1986) monta pour la première fois dans la plus haute division belge. Le club y resta 8 saisons.
- 2003 - Remonté en Division 1 depuis 2000, KONINKLIJKE FOOTBALL CLUB LOMMELSE SPORTKRING (1986) déclara forfait après 26 journées de compétition pour cause de faillite. Conformément à son règlement, l'URBSFA lui interdit de poursuivre ses activités et tous ses points furent retirés. Le club disparut.

Une fois la disparition du K. FC Lommelse SK (1986) confirmée, des accords intervinrent entre son ancienne direction et celle du K. VV Overpelt-Fabriek (matricule 2554). Ce club s'installa au Stedelijkstadion de Lommel et prit le nom de K. United Overpelt-Lommel (souvent appelé K. VSK United Overpelt-Lommel mais cette dénomination n'était pas officielle. En 2010, ce club s'arrangea avec le K. FC Racing Mol-Wezel (844) et changea son appellation en K. Lommel United. Mais aucune fusion réglementaire n'eut lieu car le matricule 844 poutsuivit ses activités sous le nom de K. FC Wezel.

## Palmarès
- Champion de D2: 2 (1992, 2001).
- Champion de D3: 1 (1987).
- Champion de Promotion: 1 (1981).
- Coupe de Belgique: Finaliste (2001).
- Coupe de Ligue Pro: 1 (1998).

## Classements en série nationales
Statistiques clôturées - Club disparus

### Bilan
| Niv | Divisions     | Jouées | Titres | TM Up | TM Down |
| --- | ------------- | ------ | ------ | ----- | ------- |
| I   | 1re nationale | 10     | 0      |       |         |
| II  | 2e nationale  | 6      | 2      | 1     |         |
| III | 3e nationale  | 11     | 1      |       |         |
| IV  | 4e nationale  | 14     | 1      |       |         |
|     |               |        |        |       |         |
|     | TOTAUX        | 41     | 4      | 1     |         |

- TM Up= test-match pour départager des égalités, ou toutes formes de Barrages ou de Tour final pour une montée éventuelle.
- TM Down= test-match pour départager des égalités, ou toutes formes de Barrages ou de Tour final pour le maintien.

### Saisons
| Ordre | Saison  | Nom du club                 | Niveau                 | Classement final | Remarques                              |
| ----- | ------- | --------------------------- | ---------------------- | ---------------- | -------------------------------------- |
| 1     | 1947-48 | Lommelse SK                 | Promotion (D3) série D | 8e/16            |                                        |
| 2     | 1948-49 | Lommelse SK                 | Promotion (D3) série C | 4e/16            |                                        |
| 3     | 1949-50 | Lommelse SK                 | Promotion (D3) série D | 12e/16           |                                        |
| 4     | 1950-51 | Lommelse SK                 | Promotion (D3) série C | 12e/16           |                                        |
| 5     | 1951-52 | Lommelse SK                 | Promotion (D3) série D | 13e/16           | Relégué de Promotion en...Promotion    |
| 6     | 1952-53 | Lommelse SK                 | Promotion série C      | 10e/16           |                                        |
| 7     | 1953-54 | Lommelse SK                 | Promotion série B      | 14e/16           | Relégué !                              |
|       |         |                             |                        |                  | séries provinciales                    |
| 8     | 1959-60 | Lommelse SK                 | Promotion série D      | 7e/16            |                                        |
| 9     | 1960-61 | Lommelse SK                 | Promotion série C      | 8e/16            |                                        |
| 10    | 1961-62 | Lommelse SK                 | Promotion série D      | 9e/16            |                                        |
| 11    | 1962-63 | Lommelse SK                 | Promotion série C      | 3e/16            |                                        |
| 12    | 1963-64 | Lommelse SK                 | Promotion série C      | 14e/16           | Barrages                               |
|       |         |                             |                        |                  | séries provinciales                    |
| 13    | 1967-68 | Lommelse SK                 | Promotion série D      | 6e/16            |                                        |
| 14    | 1968-69 | K. FC Lommelse SK           | Promotion série B      | 3e/16            |                                        |
| 15    | 1969-70 | K. FC Lommelse SK           | Promotion série D      | 8e/16            |                                        |
| 16    | 1970-71 | K. FC Lommelse SK           | Promotion série C      | 14e/16           | Relégué !                              |
|       |         |                             |                        |                  | séries provinciales                    |
| 17    | 1978-79 | K. FC Lommelse SK           | Promotion série A      | 2e/16            |                                        |
| 18    | 1979-80 | K. FC Lommelse SK           | Promotion série C      | 2e/16            |                                        |
| 19    | 1980-81 | K. FC Lommelse SK           | Promotion série D      | Champion         | Promu !                                |
| 20    | 1981-82 | K. FC Lommelse SK           | Division 3 série B     | 3e/16            |                                        |
| 21    | 1982-83 | K. FC Lommelse SK           | Division 3 série B     | 2e/16            |                                        |
| 22    | 1983-84 | K. FC Lommelse SK           | Division 3 série B     | 4e/16            |                                        |
| 23    | 1984-85 | K. FC Lommelse SK           | Division 3 série B     | 6e/16            |                                        |
| 24    | 1985-86 | K. FC Lommelse SK           | Division 3 série B     | 2e/16            |                                        |
| 25    | 1986-87 | K. FC Lommelse SK           | Division 3 série B     | Champion         | Promu !                                |
| 26    | 1987-88 | K. FC Lommelse SK           | Division 2             | 11e/16           |                                        |
| 27    | 1988-89 | K. FC Lommelse SK           | Division 2             | 11e/16           |                                        |
| 28    | 1989-90 | K. FC Lommelse SK           | Division 2             | 5e/16            | Tour final                             |
| 29    | 1990-91 | K. FC Lommelse SK           | Division 2             | 7e/16            |                                        |
| 30    | 1991-92 | K. FC Lommelse SK           | Division 2             | Champion         | Promu !                                |
| 31    | 1992-93 | K. FC Lommelse SK           | Division 1             | 16e/18           |                                        |
| 32    | 1993-94 | K. FC Lommelse SK           | Division 1             | 11e/18           |                                        |
| 33    | 1994-95 | K. FC Lommelse SK           | Division 1             | 7e/18            |                                        |
| 34    | 1995-96 | K. FC Lommelse SK           | Division 1             | 9e/18            |                                        |
| 35    | 1996-97 | K. FC Lommelse SK           | Division 1             | 5e/18            | Qualification pour la Coupe Intertoto. |
| 36    | 1997-98 | K. FC Lommelse SK           | Division 1             | 11e/18           |                                        |
| 37    | 1998-99 | K. FC Lommelse SK           | Division 1             | 16e/18           |                                        |
| 38    | 99-2000 | K. FC Lommelse SK           | Division 1             | 18e/18           | Relégué !                              |
| 39    | 2000-01 | K. FC Lommelse SK           | Division 2             | Champion         | Promu !                                |
| 40    | 2001-02 | K. FC Lommelse SK           | Division 1             | 13e/18           |                                        |
| 41    | 2002-03 | K. FC Lommelse SK           | Division 1             | Forfait          |                                        |
|       | 2003    | Le matricule 1986 est radié |                        |                  |                                        |

## Parcours européens
Le K. FC Lommelse SK participa deux fois à la Coupe Intertoto. Le club limbourgeois se qualifia pour l'édition 1997 à la suite de sa 5e place finale en championnat et pour l'édition 1998 pour avoir remporté la Coupe de Ligue belge.

### Bilan général
2 participations en Intertoto, pour un total de 8 matches joués (2 victoires, 3 nuls et 3 défaites) et 10 buts marqués pour 12 concédés. Points virtuels: 9.

### Matches
- Coupe Intertoto 1997

Premier tour joué sous forme de groupe (5 clubs qui se rencontrent une fois chacun).
| Ordre | Dates      | Tour     | Matches                                  | Scores |  | Arbitres | Stades           | Public      |
| ----- | ---------- | -------- | ---------------------------------------- | ------ |  | -------- | ---------------- | ----------- |
| 1     | 21/06/1997 | 1er tour | Kongsvinger IL - K. FC Lommelse SK       | 1-1    |  | Arbitre  | Gjemselund       | spectateurs |
| 2     | 05/07/1997 | 1er tour | K. FC Lommelse SK - Halmstads            | 1-1    |  | Arbitre  | Stedelijkstadion | spectateurs |
| 3     | 13/07/1997 | 1er tour | TPS Turun Palloseura - K. FC Lommelse SK | 1-1    |  | Arbitre  | Veritas          | spectateurs |
| 4     | 19/07/1997 | 1er tour | K. FC Lommelse SK - Hajduk Kula          | 3-2    |  | Arbitre  | Stedelijkstadion | spectateurs |

Classé 2e, le K. FC Lommelse SK resta invaincu mais fut éliminé.
- Coupe Intertoto 1998

| Ordre | Dates      | Tour       | Matches                               | Scores |  | Arbitres | Stades           | Public      |
| ----- | ---------- | ---------- | ------------------------------------- | ------ |  | -------- | ---------------- | ----------- |
| 5     | 04/07/1998 | 1er tour A | K. FC Lommelse SK - Torpedo Koutaïssi | 0-1    |  | Arbitre  | Stedelijkstadion | spectateurs |
| 6     | 12/07/1998 | 1er tour R | Torpedo Koutaïssi - K. FC Lommelse SK | 1-2    |  | Arbitre  | Givi Kiladze     | spectateurs |
| 7     | 18/07/1998 | 2e tour A  | K. FC Lommelse SK - SV Werder Brême   | 1-3    |  | Arbitre  | Stedelijkstadion | spectateurs |
| 8     | 25/07/1998 | 2e tour R  | SV Werder Brême - K. FC Lommelse SK   | 2-1    |  | Arbitre  | Weserstadion     | spectateurs |